# Tallinnfilm
Tallinnfilm est un studio de cinéma établi à Tallinn en Estonie.
Fondés en 1931 sous le nom de Eesti Kultuurfilm, les studios sont actuellement les plus anciens studios estoniens encore en activité.

## Historique

### Les débuts
Eesti Kultuurfilm, fondée en 1931, était une entreprise privée, mais fortement soutenue financièrement par l'État estonien. Sa principale production consistait en la réalisation de reportages et de documentaires destinés aux actualités projetées dans les salles de cinéma estoniens. Le matériel a été acheté pour la plus grande partie en Allemagne. De nombreux réalisateurs estoniens se sont inspirés des modèles allemands.
En 1936, l'entreprise fut placée sous la tutelle du ministère estonien de l'Intérieur et donc du gouvernement conservateur et autoritaire de Konstantin Päts qui avait drastiquement restreint la créativité artistique et la liberté de la presse. Eesti Kultuurifilm est alors devenu un outil de propagande du gouvernement estonien.

### La période soviétique
La société a été nationalisée en 1940 lors de l'occupation du pays par les Soviétiques et a été renommée en Kinokroonika Eesti Stuudioks et fut dirigée par le Parti communiste. En 1942, le pays fut occupé par l'armée allemande et les studios furent renommés en Kinokroonika Tallinna Stuudio. En 1947, les Soviétiques réoccupèrent le territoire et les studios furent alors appelés Tallinna Kinostuudio, puis Kunstiliste ja Kroonikafilmide Tallinna Kinostuudio en 1954 et, enfin, Tallinnfilm en 1963.
Pendant la période soviétique, Tallinnfilm est devenu le seul studio producteur de films de long métrage, les autres productions cinématographiques l'étant par la télévision estonienne.
Le long métrage le plus remarquable produit par Tallinnfilm pendant l'époque soviétique est Viimne reliikvia (The Last Relic), produit en 1969 et réalisé par Grigori Kromanov d'après un roman de Eduard Bornhöhe (en). À l'époque, ce film a comptabilisé 44,9 millions d'entrées, ce qui constitua le record absolu d'entrées pour l'ensemble de l'Union soviétique. Il a été distribué avec succès dans plus de soixante pays. Le film Kevade (Printemps) de 1969, réalisé par Arvo Kruusement, a été vu par 558 000 spectateurs en Estonie (sur une population totale de 1.3 million de personnes) et par 8 100 000 pour l'ensemble de l'Union soviétique en 1971.

### La période contemporaine
Après l'indépendance retrouvée en 1991, Tallinnfilm a mis fin à ses activités de production et se concentre sur la restauration de pellicules et sur la distribution de films. Depuis 2004, Tallinnfilm s'est redéfini comme un opérateur du cinéma d'art et essai. Le propriétaire actuel de Tallinnfilm est l'Estonian Film Foundation (en).